# فهرست شرکت‌های هواپیمایی جمهوری آذربایجان
در زیر فهرست شرکت‌های هواپیمایی جمهوری آذربایجان آورده شده‌است که گواینامه عملیات هوایی را دارند که توسط سازمان هواپیمایی کشوری صادر شده‌است.
| شرکت هواپیمایی        | یاتا | ایکائو | تصویر | ارتباطات مخابراتی | فرودگاه                      | پانویس |
| --------------------- | ---- | ------ | ----- | ----------------- | ---------------------------- | ------ |
| آزل اویا کارگو        |      | AHC    |       | AZALAVIACARGO     | فرودگاه بین‌المللی حیدر علی‌اف |        |
| هواپیمایی آذربایجان   | J2   | AHY    |       | AZAL              | فرودگاه بین‌المللی حیدر علی‌اف |        |
| آزل‌جت                 |      |        |       | AZALJET           | فرودگاه بین‌المللی حیدر علی‌اف |        |
| سیلک وی ایرلاینز      | ZP   | AZQ    |       | SILK LINE         | فرودگاه بین‌المللی حیدر علی‌اف |        |
| سیلک وی ایرلاینز      | 7L   | AZG    |       | SILK WEST         | فرودگاه بین‌المللی حیدر علی‌اف |        |
| اس‌دبلیو بیزینس اوییشن |      | ESW    |       | W-BUSINESS        | فرودگاه بین‌المللی حیدر علی‌اف |        |

## نگارخانه

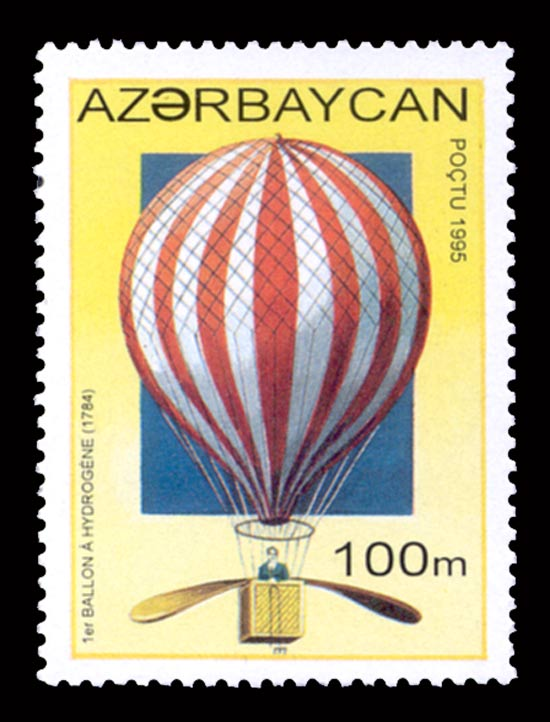
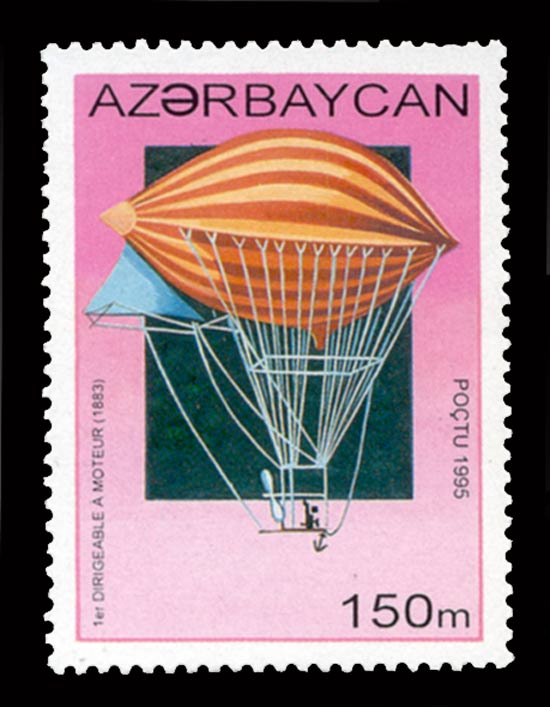
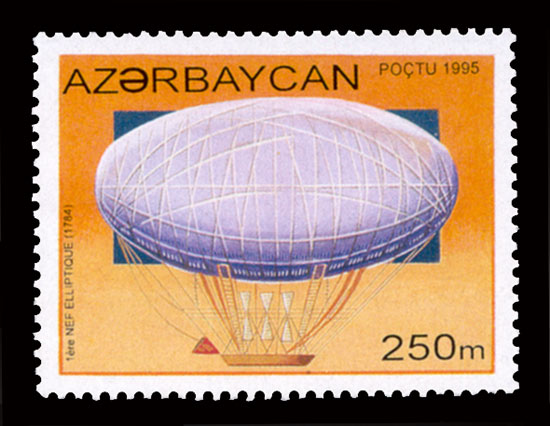
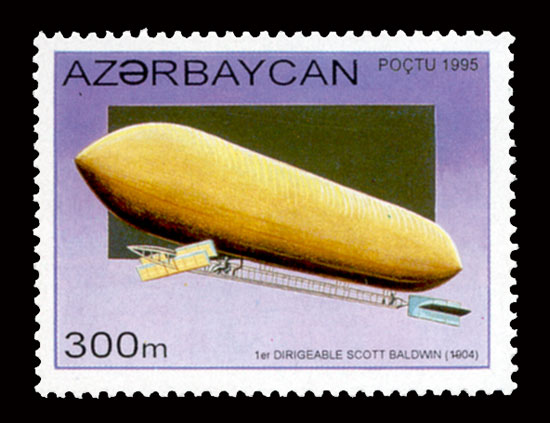
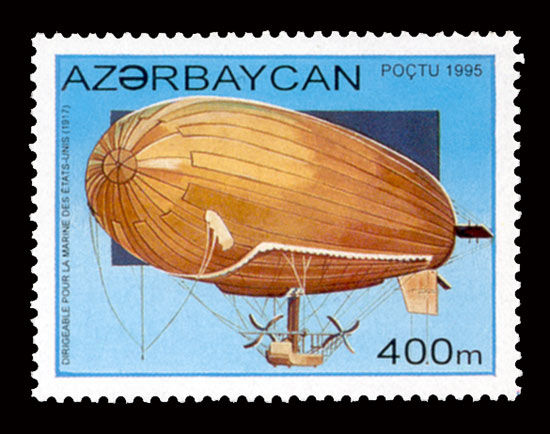
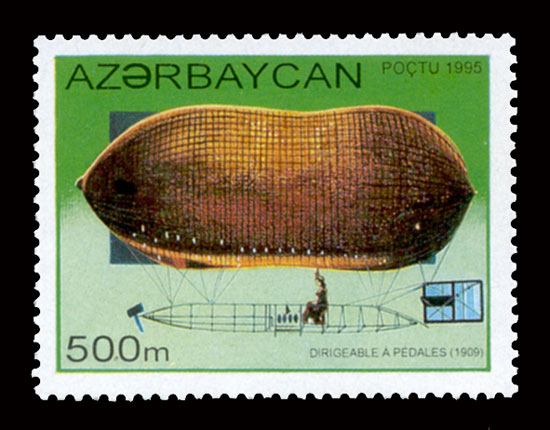
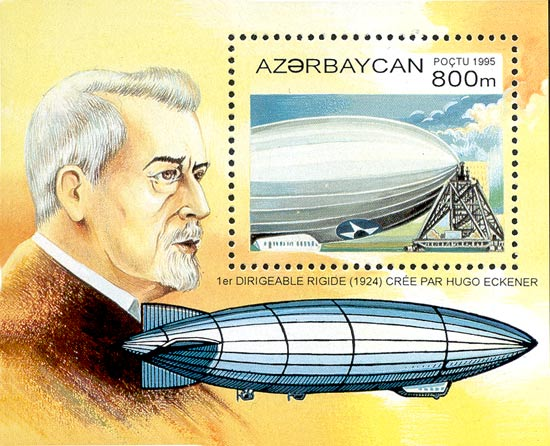

## شرکت‌های هواپیمایی منحل‌شده
- Turan Air
- Imair Airlines